# 角田愛次郎
角田 愛次郎（つのだ あいじろう）は日本の弁護士、法学者（企業法務・企業倫理）。立命館アジア太平洋大学大学院経営管理研究科教授。

## 概要
かつては弁護士として長島・大野法律事務所にて活動していたが、現在は退職し、主として学究活動に取り組んでいるほか、角田由紀子弁護士らが所属する角田愛次郎法律事務所を経営し、株式会社ヤマタネ監査役、一般財団法人国際ビジネスコミュニケーション協会常勤監事などを歴任。
立命館アジア太平洋大学では大学院に設置された経営管理研究科にて教授を務めており、ビジネスローなど企業法務に関連した講義を担当している。さらに、学校法人工学院大学が推進している「社会システムデザインプロジェクト」では研究員に就任している。

## 略歴
- 1967年 東京大学法学部卒業。
- 1971年 弁護士登録（第一東京弁護士会）、長島・大野法律事務所入所。
- 1976年 ハーバード・ロー・スクール修了（LL.M.）。
- 1976年 クリアリー・ゴットリーブ・スティーン・アンド・ハミルトン（ニューヨーク）にて勤務。
- 1992年4月 豊島簡易裁判所(その後東京簡易裁判所)調停委員
- 2006年4月 立命館アジア太平洋大学マネージメント学部及び同大学院教授